# Solenanthus albanicus
Solenanthus albanicus är en strävbladig växtart som först beskrevs av Árpád von Degen och Bald., och fick sitt nu gällande namn av Árpád von Degen och Bald. Solenanthus albanicus ingår i släktet Solenanthus och familjen strävbladiga växter. Inga underarter finns listade i Catalogue of Life.